# Каомба
Као́мба (англ. Kaomba) — традиційна громада у складі дистрикту Касунгу Центрального регіону Малаві.
Населення — 51295 осіб (2018).